# Eloy Martínez del Valle
Eloy Martínez del Valle (Santander, 23 de abril de 1870-6 de abril de 1939) fue un arquitecto español. Licenciado desde el año 1897, es considerado una de las figuras destacadas de la arquitectura cántabra del primer tercio del siglo XX. Entre sus obras más conocidas en Cantabria figuran el antiguo Casino de Santander (1913) y el Teatro Pereda (1916). Fue seguidor de los estilos eclécticos e historicistas de comienzos de siglo. Realizó algunas de sus obras en el País Vasco, concretamente en el municipio de Lanestosa, lugar de residencia de su familia durante su infancia y vejez.

## Biografía
Eloy Martínez nació en la ciudad de Santander. Su padre era Manuel Francisco Martínez Fernández, de profesión consejero del Banco de España, y su madre, Francisca del Valle Gutiérrez, ambos naturales de Quintana de Soba (Cantabria). Fue bautizado en la Iglesia de Santa Lucía, ubicada en su ciudad natal. A los pocos años se desplaza la familia a Lanestosa (Vizcaya) y, a medida que Eloy se hace adulto, la familia se traslada a Madrid. Los periodos vacacionales se pasan en la localidad de Lanestosa, residiendo en Madrid, lugar donde nacen algunos de sus hermanos. Eloy ingresa en la Escuela de Arquitectura de Madrid en el año de 1886, donde obtiene el título de arquitecto en enero de 1897. Algunos de sus profesores son: Federico Aparici, Adolfo Fernández Casanova, Enrique Fort, Antonio Ruiz de Salces, Arturo Mélida.
Tras su periodo de formación madrileño, regresó a Santander. Lugar donde contrajo matrimonio con Isabel Monasterio Rabago, hija del músico Jesús de Monasterio. Simultaneó la arquitectura como profesión liberal con los trabajos como arquitecto al servicio del Banco de España. La obra a partir de este momento se encuentra localizada fundamentalmente en Cantabria. Desde sus inicios profesionales tuvo la intención de recrear la arquitectura regionalista montañesa, fundamentada en las formas vernáculas de las construcciones de la zona de la Montaña. En 1918 colabora con Mariano Lastra López, hijo de Domingo de la Lastra, cantero en diversas obras suyas. En la década de los años veinte Eloy abandona la práctica de la profesión. En 1939 fallece y es enterrado en el cementerio de Lanestosa (una de sus obras).

## Obra

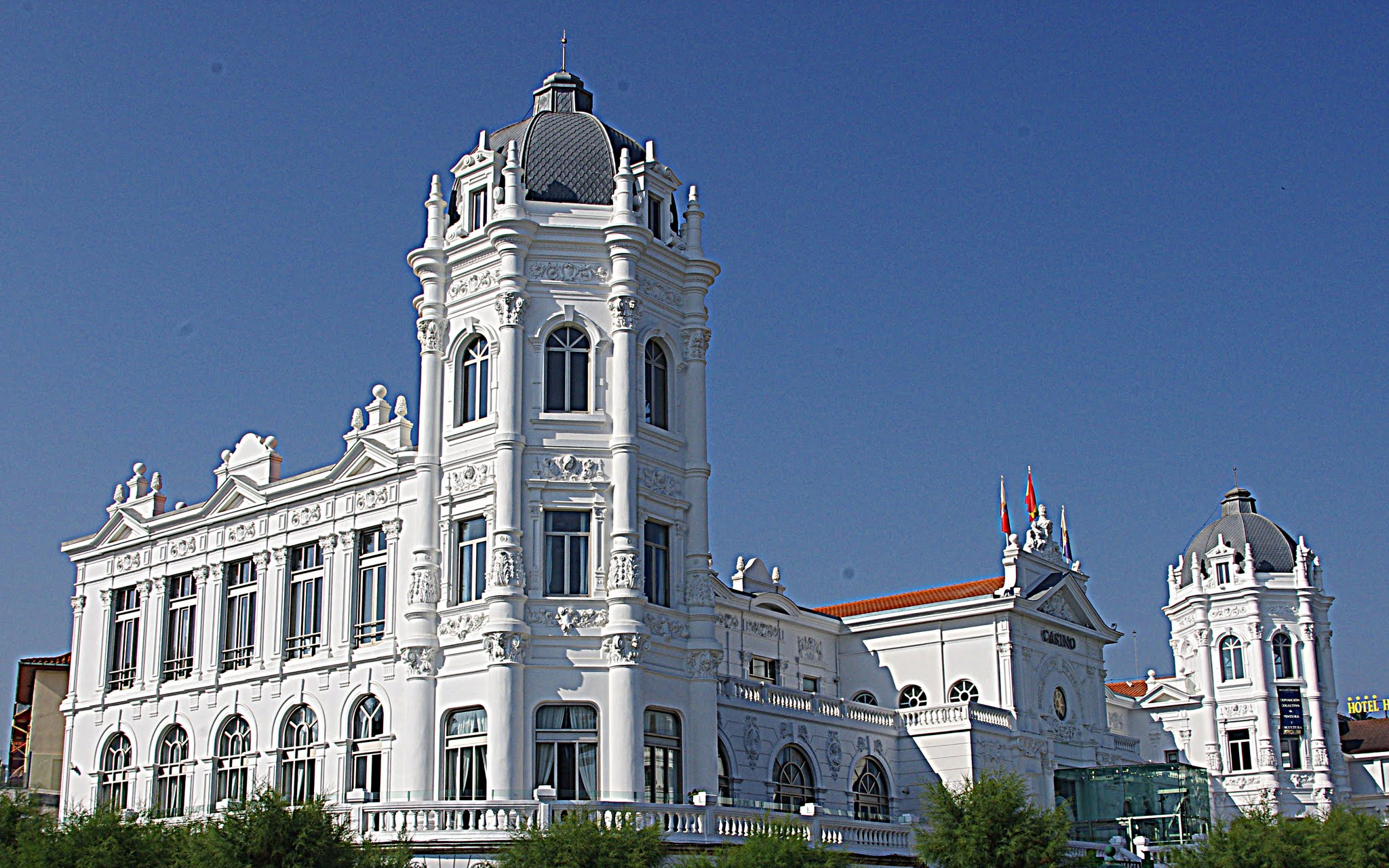
El Gran Casino de Santander, una de sus obras más conocidas.

Una de sus obras más conocidas fue el edificio Gran Casino Sardinero fue construido e inaugurado en el año 1916. Dicho casino no tiene nada que ver con el que se edificara en 1870 en el mismo lugar y que fue escenario durante muchos años de numerosas fiestas, en las que se dieron cita Amadeo de Saboya, Alfonso XIII, Victoria Eugenia, así como familias de la aristocracia nacional e internacional que acudían a Santander atraídos por la belleza de sus playas. Su otro edificio, el Teatro Pereda, fue un emblemático teatro de la ciudad de Santander (Cantabria), inaugurado en 1919 y demolido en 1966. Fue el sucesor del Teatro Principal (que desapareció tras incendiarse en 1915) y el antecesor del Palacio de Festivales, de 1990. En la ciudad de Santander se puede encontrar obras suyas como el Gran Hotel Sardinero, Villa Iris o el edificio del Banco de España, construido entre 1924 y 1925 en colaboración con José Yarnoz Larrosa.